# Gan Gan
Gan Gan is een plaats in het Argentijnse bestuurlijke gebied Telsen in de provincie Chubut. De plaats telt 587 inwoners.